# Político miliciano
En Suiza los políticos reciben el nombre de políticos milicianos. Los parlamentarios suizos, a nivel federal, cantonal y  municipal ejercen la  política aparte de su dedicación profesional normal. La política no es considerada como una profesión y solo reciben dietas por la labor que ejercen en las comisiones y los plenos del parlamento. A nivel cantonal la dedicación a la política oscila entre un 10 y un 25%, mientras a nivel federal en algunos casos se acerca a una tarea semiprofesional ocupando un 50% de la vida laboral de algunos diputados.

El término miliciano tiene su origen en el ejército suizo que está compuesto por ciudadanos que no son profesionales  militares y se entrenan durante años en los 'cursos de repetición'.